# Robert B. Parker
Pour les articles homonymes, voir Robert Parker et Parker.
Œuvres principales
- Série Spenser

Robert Brown Parker (né le 17 septembre 1932 à Springfield, dans le Massachusetts et mort le 18 janvier 2010 à Cambridge, également dans le Massachusetts) est un écrivain américain, auteur reconnu de romans policiers. Son œuvre la plus connue est la série consacrée aux enquêtes du détective Spenser.

## Biographie
Après avoir obtenu un baccalauréat du Colby College de Waterville, dans l'État du Maine, il sert comme soldat dans l'infanterie de l'armée américaine pendant la guerre de Corée. En 1957, il décroche une maîtrise en littérature anglaise de l'université de Boston. Il travaille ensuite comme rédacteur de publicité et d'ouvrages techniques jusqu'en 1962, moment où il décide de poursuivre ses études. Il décroche un doctorat en littérature anglaise de l'Université de Boston en 1971. Sa thèse se penche sur le personnage du détective privé dans les œuvres de Dashiell Hammett, Raymond Chandler et Ross Macdonald.
Robert B. Parker amorce l'écriture de son premier roman en 1971, alors qu'il enseigne à l'université du Nord-Est, où il devient professeur titulaire en 1976.  Entre-temps, il fait paraître son premier roman, The Godwulf Manuscript (1973), où apparaît pour la première fois le détective Spenser. C'est un succès immédiat. Le quatrième titre, Promised Land (1976) remporte le prix Edgar-Allan-Poe du Meilleur roman 1977. Parker abandonne l'enseignement pour se consacrer uniquement à l'écriture en 1979, alors que cinq aventures de Spenser sont déjà parues sans que ne se démente son succès. Cette série policière se distingue de la production américaine courante par la présence de personnages de divers milieux et cultures. Par exemple, les associés de Spenser sont Hawk, un Afro-américain, et Chollo, un Mexicano-américain ; sa petite amie Susan Silverman est juive et Lee Farrell, un policier avec qui il collabore souvent, est gay. En 1985, les enquêtes de Spenser ont fait l'objet d'une série télévisée, intitulée Spenser (Spenser : For Hire), qui met en vedette Robert Urich dans le rôle de Spenser, Avery Brooks dans celui de Hawk, et Barbara Stock dans celui de Susan Silverman.
En 1998, à la demande de l'actrice Helen Hunt, Robert B. Parker crée le détective privé féminin Sunny Randall, dont le premier roman paraît en 1999, sans que le projet de film, prévu pour l'an 2000 ne se concrétise. L'éditeur, cependant, demande à l'auteur de prolonger les aventures littéraires de cette héroïne.
Robert B. Parker est aussi le créateur d'une série policière ayant pour centre un personnage nommé Jesse Stone, qui a donné lieu à une série de téléfilms.
Dans ses romans, Parker explore les aspects psychologiques et sociologiques de la nature humaine et fait preuve d'une connaissance encyclopédique de Boston et de ses environs.
Appaloosa, le premier tome d'une nouvelle série se déroulant pendant la conquête de l'ouest est adapté sous le titre éponyme en 2008 par Ed Harris qui tient également le rôle principal de Virgil Cole, aux côtés de Viggo Mortensen (Everett Hitch), Renée Zellweger et Jeremy Irons.
En 1989, il termine The Poodle Springs, le manuscrit inachevé de Raymond Chandler, dans lequel le privé Philip Marlowe se marie. Il récidive en 1991 avec Perchance to Dream, qui se veut être la suite du roman Le Grand Sommeil.
Après la mort de Robert B. Parker, l'écrivain Ace Atkins a été mandaté par les héritiers pour publier de nouvelles aventures de Spenser.

## Œuvre

### Romans

#### SérieSpenser
1. The Godwulf Manuscript (1973)
2. God Save the Child (1974)  Publié en français sous le titre Le Disparu, Paris, Mazarine, 1984 ; réédition 10/18, coll. « Grands détectives » no 2120, 1990.
3. Mortal Stakes (1975) Publié en français sous le titre Baseball-boum !, Paris, Gallimard, coll. « Série noire » no 1983, 1984.
4. Promised Land (1976) - Prix Edgar-Allan-Poe du Meilleur roman 1977
5. The Judas Goat (1978)
6. Looking for Rachel Wallace (1980) Publié en français sous le titre Ramdam-dame, Paris, Gallimard, coll. « Série noire » no 1818, 1981.
7. Early Autumn (1981) Publié en français sous le titre Printemps pourri, Paris, Gallimard, coll. « Série noire » no 1838, 1981.
8. A Savage Place (1981) Publié en français sous le titre La Belle et les Ténèbres, Paris, Gallimard, coll. « Série noire » no 1864, 1982.
9. Ceremony (1982) Publié en français sous le titre La Fugueuse enchantée, Paris, Gallimard, coll. « Série noire » no 1897, 1982.
10. The Widening Gyre (1983) Publié en français sous le titre Un peu de discrétion !, Paris, Gallimard, coll. « Série noire » no 1947, 1984.
11. Valediction (1984) Publié en français sous le titre À coups de goupillon, Paris, Gallimard, coll. « Série noire » no 1993, 1985.
12. Catskill Eagle (1985) Publié en français sous le titre Sous les ailes de l’Aigle, Paris, Gallimard, coll. « Série noire » no 2054, 1986.
13. Taming a Sea Horse (1986) Publié en français sous le titre La Chair et le Pognon, Paris, Gallimard, coll. « Série noire » no 2092, 1987.
14. Pale Kings and Princes (1987) Publié en français sous le titre De quoi il se mêle ?, Paris, Gallimard, coll. « Série noire » no 2114, 1987.
15. Crimson Joy (1988) Publié en français sous le titre Rose sang, Paris, Gallimard, coll. « Série noire » no 2163, 1988.
16. Playmates (1989) Publié en français sous le titre C’est pas de jeu !, Paris, Gallimard, coll. « Série noire » no 2195, 1989.
17. Stardust (1990) Publié en français sous le titre La poupée pendouillait, Paris, Gallimard, coll. « Série noire » no 2267, 1991.
18. Pastime (1991) Publié en français sous le titre Un passé pas si simple, Paris, Gallimard, coll. « Série noire » no 2292, 1992.
19. Double Deuce (1992) Publié en français sous le titre Une paire de deux, Paris, Gallimard, coll. « Série noire » no 2324, 1993.
20. Paper Doll (1993)
21. Walking Shadow (1994) Publié en français sous le titre Une ombre qui passe, Paris, Bernard Pascuito, 2005 ; réédition, Paris, coll. « Rivages/Noir » no 648, 2007.
22. Thin Air (1995) Publié en français sous le titre La Femme perdue, Paris, Encre de nuit, coll. « Noire », 2003 ; réédition, Paris, J’ai lu, coll. « J'ai lu Policier » no 7653, 2005.
23. Chance (1996)
24. Small Vices (1997)
25. Sudden Mischief (1998)
26. Hush Money (1999)
27. Hugger Mugger (2000)
28. Potshot (2001)
29. Widow's Walk (2002)
30. Back Story (2003) Publié en français sous le titre Back Story, Paris, Bernard Pascuito, 2006.
31. Bad Business (2004)
32. Cold Service (2005) Publié en français sous le titre Servi froid, traduction de Philippe Bonnet et Arthur Greenspan, Paris, Bernard Pascuito, 2008.
33. School Days (2005)
34. Hundred-Dollar Baby (2006)
35. Now and Then (2007)
36. Rough Weather (2008)
37. Chasing the Bear (2009)
38. The Professional (2009)
39. Painted Ladies (2010)
40. Sixkill (2010), roman posthume
41. Silent Night (2013), manuscrit inachevé, complété par son éditrice Helen Brann.

#### SérieJesse Stone
- Night Passage (1997)
- Trouble in Paradise (1998)
- Death In Paradise (2001)
- Stone Cold (2003), Sunny Randall fait une apparition dans ce roman
- Sea Change (2006)
- High Profile (2007), où Sunny Randall intervient.
- Stranger In Paradise (2008)
- Night and Day (2009)
- Split image (2010)

#### SérieSunny Randall
- Family Honor (1999) Publié en français sous le titre Pour les beaux yeux de Sunny Randall, Paris, Éditions du Masque, 2002 ; réédition Le Livre de poche, coll. « Thriller » no 17310, 2003.
- Perish Twice (2000) Publié en français sous le titre Des femmes encombrantes, Paris, Éditions du Masque, 2003 ; réédition Le Livre de poche, coll. « Thriller » no 37089, 2005.
- Shrink Rap (2002) Publié en français sous le titre Divan piégé, Paris, Éditions du Masque, 2004, réédition, Paris, Le Livre de poche, coll. « Thriller » no 31135, 2008.
- Melancholy Baby (2004)
- Blue Screen (2006)
- Spare Change (2007)

#### SérieVirgil Cole & Everett Hitch(Western)
- Appaloosa (2005)
- Resolution (2008)
- Brimstone (2009)
- Blue-Eyed Devil (2010)

#### SérieHommage à Raymond Chandler
- Poodle Springs (1959). Roman inachevé de Raymond Chandler; complété par Robert B. Parker en 1989. Publié en français sous le titre Marlowe emménage, Paris, Gallimard, 1990.
- Perchance to dream (1991) Publié en français sous le titre Rêver peut-être ..., Paris, Gallimard, 1993.

#### Autre roman
- Wilderness 1979 Publié en français sous le titre Le cor sonne le glas, Paris, Gallimard, coll. « Série noire » no 1801, 1980.

## Adaptations

### Au cinéma
- 2008 : Appaloosa, film américain réalisé, écrit et interprété par Ed Harris, d'après le roman western éponyme de Robert B. Parker, avec Viggo Mortensen, Renée Zellweger et Jeremy Irons

### À la télévision
- 1985-1988 : Spenser, série télévisée américaine de 65 épisodes, avec Robert Urich (Spenser, Avery Brooks dans celui de Hawk, et Barbara Stock dans celui de Susan Silverman
- 1989 : A Man Called Hawk, série télévisée américaine de 13 épisodes, Avery Brooks dans le rôle de Hawk, Moses Gunn dans celui de Old Man et Angela Bassett dans celui de Bailey Webster
- 1989-1990 : Un privé nommé Stryker (B.L. Stryker), série télévisée américaine de 12 épisodes, avec Burt Reynolds dans le rôle de Stryker et Ossie Davis dans celui de Oz Jackson
- 1998 : Embrouille à Poodle Springs (Poodle Springs), téléfilm américain réalisé par Bob Rafelson, avec James Caan dans le rôle de Philip Marlowe
- 2005 : Jesse Stone : En l'absence de preuves (Stone Cold), avecTom Selleck dans le rôle éponyme.
- 2006 : Jesse Stone : Une ville trop tranquille (Jesse Stone: Night Passage). Il s'agit d'un prélude au précédent1.
- 2006 : Jesse Stone : Meurtre à Paradise (Jesse Stone: Death in Paradise)
- 2007 : Jesse Stone : L'Empreinte du passé (Jesse Stone: Sea Change)
- 2009 : Jesse Stone : L'Enfant disparu (Jesse Stone: Thin Ice), scénarios originaux coécrits par Tom Selleck et Michael Brandman.
- 2010 : Jesse Stone : Sans remords (Jesse Stone: No Remorse), scénarios originaux coécrits par Tom Selleck et Michael Brandman.
- 2011 : Jesse Stone : Innocence perdue (Jesse Stone: Innocents Lost), scénarios originaux coécrits par Tom Selleck et Michael Brandman.
- 2012 : Jesse Stone : Le Bénéfice du doute (Jesse Stone: Benefit of the Doubt), scénarios originaux coécrits par Tom Selleck et Michael Brandman.

## Sources
- Claude Mesplède, Dictionnaire des littératures policières, vol. 2 : J - Z, Nantes, Joseph K, coll. « Temps noir », 2007, 1086 p. (ISBN 978-2-910-68645-1, OCLC 315873361), p. 486-487 (notice Robert B. Parker) et 812 (notice Spencer).
- Les Auteurs de la Série Noire, 1945-1995, collection Temps noir, Joseph K., 1996, (avec Claude Mesplède), p. 367.